# مكتبة تربيت

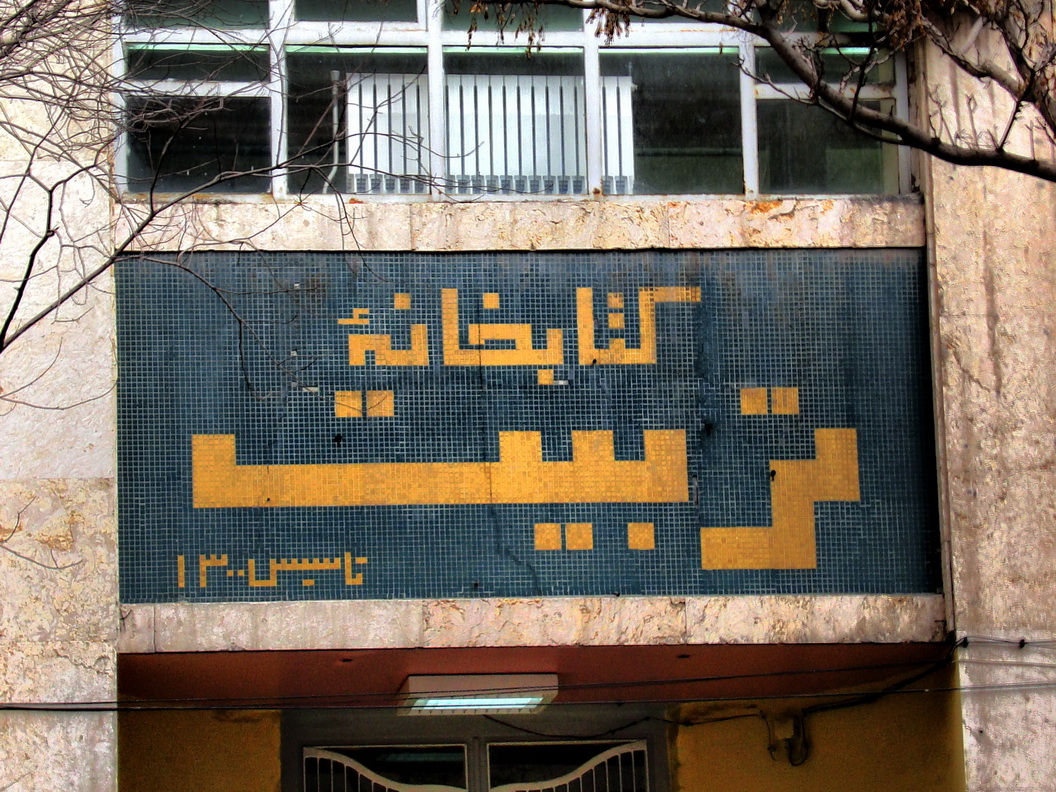

مكتبة تربيت (بالفارسية: کتابخانه تربیت) هي أول مكتبة حكومية شيدت في إيران، تأسست عام 1921 في تبريز. أسسها محمد علي تربيت، وهو إيراني صحفي وسياسي. 